# نورالدین زازا
نورالدین زازا (زاده ۱۵ فوریه ۱۹۱۹ – ۷ اکتبر ۱۹۸۸) سیاستمدار، نویسنده و شاعر کرد بود. او یکی از بنیانگذاران حزب دمکرات کردستان سوریه و یکی از اعضای مؤسس مؤسسه کردی پاریس بود .

## زندگینامه
در سال 1919 در یک خانواده متوسط  در مادن، الازیغ در سال های قبل از سقوط امپراتوری عثمانی به دنیا آمد ، پدر و برادرش را دید که به دلیل حمایت از شورش شیخ سعید و شورش آرارات توسط رژیم آتاتورک دستگیر شدند . در سال 1930 به همراه برادرش احمد نافذ زازا به سوریه تبعید شد .  در آنجا، برادران از طرف خانواده بدرخان حمایت کردند.
پس از گذراندن یک سال در زندان در عراق بریتانیا ، برای تحصیل به بیروت و سپس سوئیس رفت . او همچنین در سوئیس، قبل از بازگشت به سوریه، انجمنی برای دانشجویان کرد در اروپا تأسیس کرد. او همچنین برای مجله هوار برادران بدرخان  نوشت و به نوسازی زبان کردی کمک کرد .  زازا همچنین یکی از اعضای Xoybûn بود و در این دوره برنامه رادیویی را با کاموران علی بیدران پخش می کرد.  در سپتامبر 1962، وی برای مدت کوتاهی توسط مقامات سوریه دستگیر شد و او را به حمایت از قیام کردها در همسایه عراق متهم کرد .  پس از زندانی شدن مجدد در سال 1965 و تشدید تهدیدهای ترکیه، زازا در ژوئیه 1970 به سوئیس گریخت - همان کشوری که در آن تحصیل کرده بود.
زازا پایان نامه خود را در مورد امانوئل مونیه در سال 1955 در دانشگاه لوزان نوشت .  برادر زازا، سوفی ارگنه، نماینده پارلمان ترکیه در پارلمان ترکیه بود که از سال 1954 تا 1957 نماینده منطقه الازیغ برای حزب دموکرات بود. 
زازا آخرین سالهای زندگی خود را در سوئیس گذراند و در آنجا با ژیلبرت فاور، نویسنده و روزنامه نگار سوئیسی ازدواج کرد. آنها صاحب پسری شدند که نامش را چنگو والری گذاشتند.
زازا در 7 نوامبر 1988 بر اثر سرطان درگذشت . آخرین محل استراحت او در گورستان Bois-de-Vaux واقع در لوزان است. 

## حزب دمکرات کردستان سوریه
در سال 1957 زازا به همراه عثمان صبری ، حمزه نوران، عبدالحمید درویش و گروهی از سیاستمداران کرد حزب دمکرات کردستان سوریه را تأسیس کردند . او اولین دبیر کل آن در سال 1958 شد.  به گفته زازا، هدف اصلی این حزب سیاسی ، حفاظت از هویت متمایز جامعه کرد و ترویج پیشرفت آنها، با هدف نهایی دستیابی به آزادی ملی در داخل مرزهای دولت سوریه بود. 
به گفته عبدالحمید درویش، حزب  دموکرات کردستان سوریه با حمایت جلال طالبانی که به دمشق پناهنده شده بود، تأسیس شد . شایان ذکر است که نام اصلی این حزب «حزب کردهای دموکراتیک سوریه» بود که بعداً با اعلام عمومی آن در 14 ژوئن 1957 به «حزب دموکراتیک کرد در سوریه» (KDP-S) تغییر یافت. 
در طول دوره اتحاد بین سوریه و مصر از سال 1958 تا 1961، مقامات جمهوری عربی متحده (UAR) نفوذ و نقش فزاینده حزب کرد در میان کردها را درک کردند. برای محدود کردن فعالیت‌های حزب، زازا و یارانش در سال 1960 دستگیر شدند. به گفته زازا، کادرهای حزب کردی به دلیل انتشار جزوه‌هایی که با سیاست‌های جمال عبدالناصر مخالفت می‌کردند، بازداشت شدند. 
زازا در طول مدتی که در زندان بود، یادداشت مهمی خطاب به رئیس دادگاه عالی امنیتی دولتی نظامی در دمشق نوشت. این سند همچنان توجه قابل توجهی را به خود جلب می کند و مستلزم مطالعه جدی بیشتر است.  اهمیت این عهدنامه فراتر از مستندسازی صرف شرایط سیاسی منحصر به فرد پیرامون مردم کرد در سوریه است. در عوض، این درخواست صریح برای حمایت از شهروندی سوریه به عنوان نماینده ای ضروری از تنوع ملیت ها و مذاهب مختلف در سوریه است. این درخواست این پتانسیل را دارد که دولت را به اتهام تبعیض نژادی متهم کند و جایگزین های سیاسی بهینه ای را برای ساختن یک کشور عادلانه در سوریه ارائه دهد. 

## مشارکت های فرهنگی
زازا در زمان تحصیل در سوئیس، همچنان با مشکلات پیش روی مردم خود در ارتباط بود و تلاش های قابل توجهی برای افزایش آگاهی مردم اروپا در مورد مبارزات حق طلبانه مردم کرد انجام داد. او در سال 1949 به همراه تعدادی از همکارانش انجمن دانشجویان کرد در اروپا را تأسیس کرد و سمت ریاست آن را برعهده داشت.  علاوه بر این، نشریه ای با عنوان «صدای کردستان» منتشر کرد.
زازا نه تنها یک فعال سیاسی، بلکه یک روشنفکر و نویسنده استثنایی نیز بود. او صدها مقاله نوشت که در روزنامه ها و مجلات مختلف از جمله «هوار و روناهی »  و غیره منتشر شد. او کتاب Şivanê Kurmanca «شوپان کرد» اثر Erebe Şemo را از فرانسوی به کردی ترجمه کرد تا کردهای ترکیه بتوانند آن را بخوانند.  علاوه بر این، او توجه زیادی به توسعه زبان کردی داشت